# 李晓梅 (计算机专家)
李晓梅（1938年11月—），女，出生于浙江省杭州市，并行计算机专家、装备指挥技术学院教授。“银河-Ⅱ”应用软件主任设计师，中国计算机并行算法研究与应用创始人之一。

## 生平
1960年8月，毕业于皖南大学（现安徽师范大学）数学系，留校工作。1961年2月至1964年1月，在复旦大学函数论专业研究生学习。1964年2月至1974年7月，在安徽师范大学任教。1974年8月至1981年7月，在西北核技术研究所任助理研究员。1981年8月至1996年7月，在国防科技大学计算机系从事银河系列并行机应用软件开发和并行算法研究。1996年8月起，任装备指挥技术学院教授、博士生导师。
1992年起享受政府特殊津贴，先后获国家科技进步一等奖一项，军队和委级科技进步一等奖5项、二等奖9项，2002年获军队重大科技成就奖，2004年获“何梁何利基金科学与技术进步奖”。
2003年6月，入选中国工程院院士增选有效候选人名单。2019年1月，获中国计算机学会2018年度CCF夏培肃奖。